# Репарації
Репара́ція — повне або часткове відшкодування (за мирним договором або іншими міжнародними актами) державою, що розпочала агресивну війну, збитків, заподіяних державі, що зазнала нападу.
Наприклад, після Першої світової війни Німеччина щорічно сплачувала певну суму репарацій (починаючи з 1 млрд марок у 1924 р. і до 2.5 млрд — у 1928—1929 рр.).

## Репарації з Німеччини після Другої світової війни

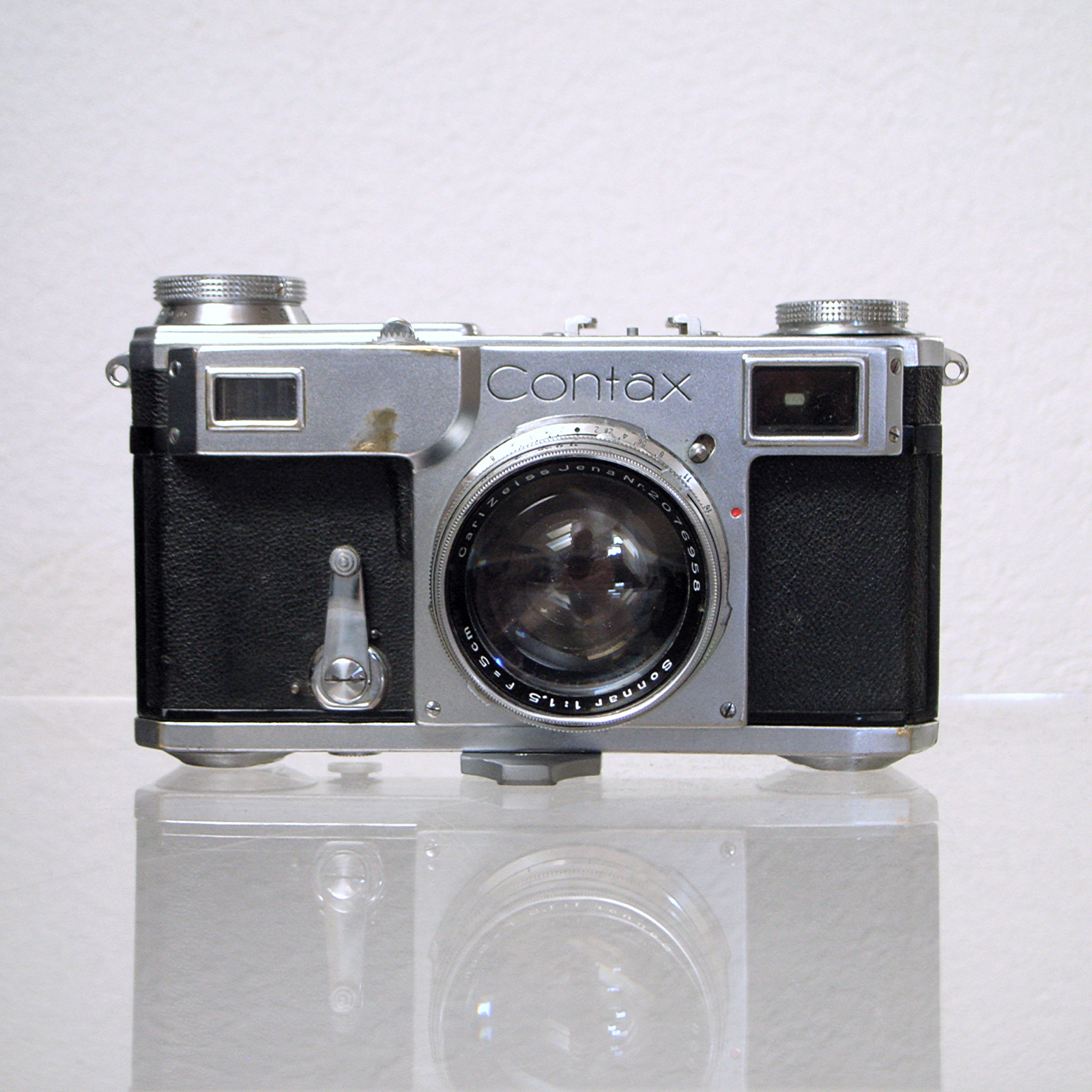
Фотоапарати Contax II, які після війни випускали у Києві на вивезеному з Німеччини обладнанні під маркою Київ-2

Форми репарацій з Німеччини та її союзників задля відшкодування збитків, завданих під час Другої світової війни 1939—45, були визначені на Ялтинській конференції 1945 року. На Потсдамській конференції в 1945 була досягнута наступна домовленість: репараційні претензії Союз Радянських Соціалістичних Республік будуть задовільнені шляхом вилучення зі східної зони Німеччини і за рахунок німецьких активів у Болгарії, Фінляндії, Угорщині, Румунії та Східній Австрії; репараційні претензії Польщі СРСР задовольнить зі своєї частки; претензії США, Великої Британії та інших країн, що мали право на репарації, будуть задоволені із західних зон; деяку долю репараційних платежів СРСР додатково мав отримати з західних зон Німеччини. Рішення Ялтинської і Потсдамської конференцій про репарації СРСР з західних зон Німеччини західними державами в повному обсязі виконані не були.
Згідно з оприлюдненими в 1990-ті роки російськими дослідниками Михайлом Семирягой і Борисом Книшевським даним Головного трофейного управління, в СРСР з Німеччини було вивезено близько 400 тис. залізничних вагонів, в тому числі 72 тис. вагонів будівельних матеріалів, 2885 заводів, 96 електростанцій, 340 тис. верстатів, 200 тис. електродвигунів, 1 млн. 335 тис. голів худоби, 2,3 млн тонн зерна, мільйон тонн картоплі та овочів, по півмільйона тонн жиру та цукру, 20 млн літрів спирту, 16 тонн тютюну. В СРСР завезли телескопи з астрономічної обсерваторії університету Гумбольдта, вагони берлінської підземки та круїзні лайнери.

На Центральній телефонній станції Москви, номери якої починалися на «222» і яка обслуговувала, окрім інших, ЦК КПРС, до 1980-х років використовувалось обладнання телефонного вузла рейхсканцелярії. За даними історика-економіста Гаврила Попова, навіть техніка для прослуховування, яка використовувалася після війни радянською держбезпекою, була німецького походження.
За твердженнями німецької сторони, в Росії і країнах колишнього СРСР на сьогодні є близько 200 тис. вивезених після війни музейних експонатів, два мільйони книг і три кілометри тек з архівами.
У мешканців радянської зони окупації Німеччини офіційно конфіскували 60 тис. роялів, 460 тис. радіоприймачів, 190 тис. килимів, 940 тис. предметів меблів, 265 тис. настінних і наручних годинників, які здебільшого були розподілені за невелику плату між радянськими номенклатурними чинами та старшими офіцерами. В документах трофейного відомства рахується також 1,2 млн чоловічих і жіночих пальт, 1 млн головних уборів і 186 вагонів вина.
Військові репарації з Німеччини стали однією з причин повстання 17 червня 1953 в Східній Німеччині. Стягування репарацій з НДР було припинено за спільною домовленістю СРСР і ПНР з 1 січня 1954 року.

### Ірак

#### Вдирання в Кувейт
Після війни в Перській затоці, Ірак прийняв резолюцію Ради безпеки ООН 687, яка оголошувала Ірак фінансово відповідальним за шкоду спричинену його вдиранням в Кувейт. Комісія ООН з відшкодування з заявок на загальну суму 350 мільярдів погодилась із заявками на загальну суму 52,4 мільярди доларів від 1,5 мільйонів успішних подавачів. Станом на липень 2019 було виплачено 48,7 мільярдів.